# 森山奈歩
奈歩（なほ、1971年〈昭和46年〉12月5日 - 、本名：小木 奈歩〈おぎ なほ〉、旧姓：森山〈もりやま〉）は、日本の歌手、ミュージシャン。東京都渋谷区出身。ウクレレコーラスデュオ「Petty Booka（ペティブーカ）」の2代目ペティとして1999年から2005年まで在籍。2022年、ソロシンガーとしては「奈歩」として活動している。母は歌手の森山良子、異父弟は歌手の森山直太朗、夫はお笑いコンビおぎやはぎの小木博明。

## 来歴
東京都渋谷区生まれ。ウクレレコーラスデュオ「Petty Booka（ペティブーカ）」のペティ（2代目）として1999年から2005年まで在籍（主なアルバムは「Singin' In The Rain」など）。ソロシンガーとしては、セルジュ・ゲンスブールのトリビュート・アルバム「ゲンスブール・トリビュート'95」ではムッシュかまやつプロデュースで「ハーレイ・ダヴィッドソン」や中島みゆき楽曲のカバーを集めたコンピレーションアルバム『元気ですか』の「ヘッドライト・テールライト」を歌唱。
友人のまちゃまちゃの紹介で、以前からファンだったおぎやはぎの小木博明と29歳で知り合う。その後6年間の交際を経て2006年10月に結婚、2009年に第1子を出産。子供は森山良子にとって初孫だった。
結婚以降は表舞台から遠ざかっていたが、2021年から少年隊で、錦織一清と植草克秀に「俺らの滝川クリステル（司会進行役）」になってほしいと言われ、彼らのYOUTUBEチャンネル『ニッキとかっちゃんねる』に出演開始。2022年3月18日（米国時刻）、SXSW online 2022 JAPAN NITEに「Petty Booka」のペティに復帰し、ブーカ（初代）が出演しオンライン配信を実施。2022年7月3日、MASH RECORDSで2代目ペティ（2代目）復活祭としてペティブーカ祭を開催。Petty Booka with Peppermint Stars　麻田浩　オオサキゲンタとTHE LET'S GO’Sが出演。DJはコモエスタ八重樫が登場した。12/18 (日）Petty Booka with 四人いる クリスマスパーティin 青梅を開催。
弟の森山直太朗所属事務所「セツナインターナショナル」社長でもある御徒町凧（妻は本谷有希子）の主宰劇団「凧の箱（カイトボックス）」旗揚げメンバー。同劇団の演出助手やマネージメントスタッフや夫のお笑いライブでもスタッフとしても活動している。

### 年表
- 1999年：「Petty Booka（ペティブーカ）」のペティ（2代目）として歌手デビュー
- 2005年：「Petty Booka（ペティブーカ）」卒業。ソロシンガー「奈歩」として活動
- 2006年：結婚
- 2009年：長女誕生（1月23日）
- 2021年：YOUTUBE「ニッキとかっちゃんねる」司会
- 2022年：「Petty Booka（ペティブーカ）」に復帰

## 人物

### メディア
- 「少年隊」錦織一清、植草克秀のYouTubeチャンネル「ニッキとかっちゃんねる」2021年[6]
- 文化放送「おとなりさん」2022年4月11日

### 家族・親戚
- 夫はおぎやはぎの小木博明[7][8]。小木が「愛人」と自称する小嶋陽菜とも、仲が良い。
- 母は歌手の森山良子[9]で、両親は1971年ハワイで結婚するも4年後に離婚、親権は母が持った。
- 異父弟は森山直太朗で、彼のマネージャーを務めていたこともある。義妹はピアニストの平井真美子。
- 元継父はジェームス滝。
- 母方祖父母は森山久と浅田陽子。
- 親戚にティーブ・釜萢、かまやつひろし、TAROかまやつがいる。

### エピソード
- 結婚後、引越しをした際に友人から引っ越し祝いに妖精が入った鉢植えをもらったことがある。その友人は妖精が見えるらしく、夫の小木博明が不思議に思っていると、奈歩にも見えていたらしく、友人と2人で「うわ〜凄い、カワイイ」とはしゃいでいたという。心配になった博明がそのことを森山良子に相談したところ、「小木くん、妖精を見たことがないの？」と返され、大変驚いたというエピソードを博明が明かしている[10]。
- バナナマンの大ファンである[11]。
- 小木は「妻と結婚する時に俺が言った言葉が“俺、将来スペインに住むけどそれでもいいの？”なの」と突然明かし「それで“いいよ”って言われたから結婚したの」と語った[12]。
- 「最初（夫を）見たのが人力舎の舞台。ある時、同い年の近所の生まれかな？という感じがして仲良くなれそうだなと思ったんですけど、あの人かもしれないって出会うのを待ってた感じ。結婚というワードではなかったんですけど、あれだ～、見つけた～、みたいな感じ。その時、弟（森山直太朗）が隣に居たんですけど、“あの人かも”って言ったら、“どっち？右？左？”て聞かれて、“左”って言ったら、“普通右だろ”と言ってました[13]」
- チャーリー・ワッツが、2021年にロンドンの病院で死去した際、夜中に『ワッツが死んだ！ワッツが死んだ！』と泣き叫んだ[14]。
- 50歳のバースデーディナーに母親や家族と出かけたこと[15]や家族で映画に行ったこと[16]がニュースとなった。
- 伊武雅刀のスネークマンショーの音源をたくさん持っていた[17]。
- サパークラブ通いを暴露された[18]。
- 小木夫妻の間ではこれまで何かと偶然が重なることがあるようで「奈歩が昔、占い師に『6月5日に人生に関わるようなすごい出会いがありましたよ』って言われたらしくて。6月5日って俺と奈歩が会った日なのよ」と回想。さらに「6月5日に関君と金成君…ハローバイバイね。あの2人が俺らをくっつけてくれたの。俺らの仲人みたいなもんよ」と、2009年に解散したお笑いコンビ「ハローバイバイ」がキューピッドだったことを明かした[19]。
- 小木博明曰く、自分のことを「奈歩」と呼ぶ。
- 朝8時から飲んでいて、21時に夫のパパ会に合流し、22時に実家に行き朝の4時まで飲んでいたことがある[20]。
- ガレージバンド THE FLAMENCO A GO GOの元Voは初代ペティ（アサノサトミ）であり、別人である。